# Classe Vesuvio
La classe Vesuvio costituita dalle navi da trasporto, Stromboli e Vesuvio contrassegnate rispettivamente dalla matricola A 5329 e A 5330, che costituirono nella prima metà degli anni cinquanta il primo gruppo di navi da trasporto per il ricostruito Reggimento San Marco. Queste unità vennero affiancate nel loro compito da navi di costruzione statunitense dismesse dalla US Navy.

## Unità
Le due unità sono state radiate nel 1972 e sostituite dalle unità della classe Grado erano armate da una mitragliera prodiera binata antiaerea da 40/56 e un cannone da 100/47 a poppa. Nave Vesuvio nella zona poppiera era armata di altre due mitragliere da 40/56 singole.

### Stromboli
Nave Stromboli venne costruita nei cantieri OTO di La Spezia e varata nel 1940 come mercantile. Nel dopoguerra venne acquistata dalla Marina Militare nel 1948, non ancora completata. Sottoposta a lavori di modernizzazione e di trasformazione, venne utilizzata a partire dal 1953 come nave logistica potendo imbarcare quattro mezzi da sbarco.
La nave venne demolita nei cantieri navali di Bacoli (NA) tra il 1975 e il 1976.

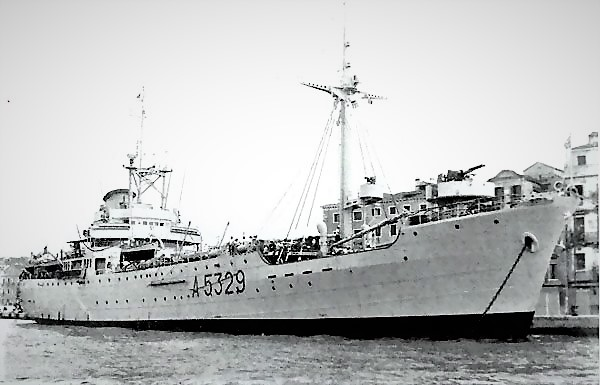
Nave Stromboli ormeggiata in banchina
Nave Stromboli a Venezia con il campanile di San Marco sullo sfondo

### Vesuvio
Nave Vesuvio, ordinata all'inizio del secondo conflitto mondiale come nave mercantile venne costruita nei cantieri OTO di La Spezia e rimasta incompleta, venne successivamente acquistata dalla Marina Militare, varata il 14 dicembre 1949 è entrata in servizio il 1º gennaio 1955.
Il Vesuvio a differenza dal gemello Stromboli aveva due picchi di carico.
La nave venne sottoposta a lavori di modernizzazione tra il 1960 e il 1962, nel corso dei quali vennero realizzati a poppa una piattaforma di appontaggio per elicotteri a e un hangar, e comportaronoe la rimozione nella zona poppiera del cannone da 100/47 e delle due mitragliere singole da 40/56, lasciando come unico armamento artiglieresco la mitragliera binata da 40/56 antiaerea prodiera.

Nave Vesuvio precedentemente alla realizzazione della piattaforma di appontaggio
Nave Vesuvio in navigazione dopo la realizzazione della piattaforma di appontaggio
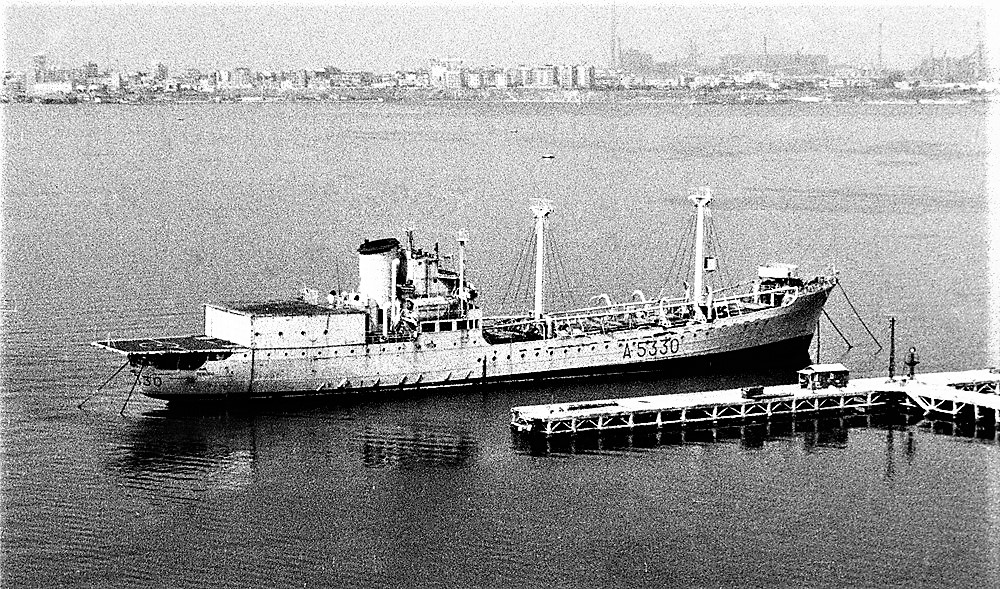
Nave Vesuvio in disarmo nel 1977

## Nomi
Nella Regia Marina i nomi Stromboli e Vesuvio erano stati attribuiti a due incrociatori in servizio tra la fine del XIX e l'inizio del XX secolo. 
Nel corso della seconda guerra mondiale il nome Vesuvio venne assegnato ad un incrociatore antiaereo inizialmente costruito per il Siam che nel 1941 venne requisito dalla Regia Marina, ma il cui allestimento non venne portato a termine. Dopo l'armistizio venne catturato dai tedeschi e incorporato nella Marina della Repubblica Sociale Italiana e impiegato a Trieste con il ruolo di batteria antiaerea galleggiante.
Attualmente nella Marina Militare due navi da rifornimento portano i nomi Stromboli (A 5327) e Vesuvio (A 5329) e costituiscono la classe Stromboli.